# Советский (аэродром)
Советский — недействующий военный аэродром, расположенный на северной окраине поселка Советский Советского района в Крыму. Именуется также аэродром Грамматиково.

## Данные аэродрома
- Наименование — Советский (Грамматиково)
- Индекс ЗБ7П / ZB7P
- ИВПП 10/28
  - Ширина 28 м
  - Длина 2150 м
- МПУ 100°/280°
- ИПУ 107°/287°
- Покрытие — твёрдое (железобетон)
- Освещение — нет
- Регламент работы — брошенный

(покрытие ИВПП в относительно удовлетворительном состоянии, разметки нет)

## Из истории аэродрома
Дата постройки посадочной площадки неизвестна. По имеющейся непроверенной информации, полевой аэродром Грамматиково использовался в качестве запасного перед ВОВ. В годы войны на нём базировалась авиация люфтваффе.
В послевоенное время аэродром использовался Николаевским военно-морским авиационным училищем в качестве полевого (лагерного) аэродрома. 
Также на аэродроме базировался 728-й истребительный авиационный Шумско-Кременецкий Краснознамённый полк (переименован в 1949 году в 925-й иап 181-й иад ВВС Таврического ВО). В 1953 году дивизия и её полки переподчинены ВВС Черноморского флота, в 1957 году 181-я истребительная дивизия была передана в войска ПВО СССР, а уже через год она была расформирована. 925-й ИАП Крымской дивизии ПВО расформирован на аэродроме Советский 30.03.1958 г.
В дальнейшем ВПП аэродрома принимала самолёты местных воздушных линий, в советское время выполнялись пассажирские рейсы на Симферополь.

## Современное состояние
Аэродром заброшен. На ИВПП проводятся неофициальные заезды на автомобилях.